# Астрономическая обсерватория Пистойезе
Горная астрономическая обсерватория Пистойезе — астрономическая обсерватория, основанная в 1990 году в Pian dei Termini, Сан-Марчелло-Пистойезе, Италия.

## История обсерватории
Строительство обсерватории началось в 1990 году, первое наблюдение состоялось в 1991 году.

## Инструменты обсерватории
- 60-см f/4 Ньютон-Кассегрен
- 40-см Ньютон-Кассегрен (f/5 — f/17.5)
- 12-см f/12 рефрактор-гид

## Направления исследований
- Астероиды
- Околоземные объекты

## Основные достижения
- Открытие около 100 астероидов главного пояса астероидов[1]
- Открытие околоземного астероида 1994 QC (семейство Амур) 28 августа 1994 года[2]

## Известные сотрудники
- Лучано Тези
- Альфредо Карониа[пол.]

## Адрес обсерватории
- Luciano Tesi, Viale Panoramico, 45, 51028 San Marcello Pistoiese (PT), Italy